# Dois Irmãos do Tocantins
Dois Irmãos do Tocantins es un municipio brasileño del estado del Tocantins. Se localiza a una latitud 09º15'30" sur y a una longitud 49º03'52" oeste, estando a una altitud de 241 metros. Su población estimada en 2004 era de 6.966 habitantes. 